# 汀流河镇
汀流河镇，是中华人民共和国河北省唐山市乐亭县下辖的一个乡镇级行政单位。

## 行政区划
汀流河镇下辖以下地区：
汀流河村、洼里村、刘石村、杨各庄村、商家埝村、三义庙村、曹庄村、刘庄村、张王庄村、新庄子村、姚家房子村、东石各庄村、后庄村、东徐村、西徐村、薛家铺村、丰庄村、高地村、常河村、桑园村、狼窝村、孔营村、徐于村、薛李村、房子村、小圣庙村、大杨庄村、张孙村、馒首村、赵李村和边流河村。